# Товкуев, Хусейн Хазешевич
Хусейн Хазешевич Товкуев (6 февраля 1927, село Нартан, Кабардино-Балкарская автономная область — апрель 2004) — кабардинский советский театральный актёр, народный артист РСФСР.

## Биография
Хусен Хазешевич Товкуев родился 6 февраля 1927 года в селе Нартан Балкарского округа (сейчас в Чегемском районе) Кабардино-Балкарии в многодетной семье, был старшим из четырёх детей. Сёстры отца, погибшего во время Великой Отечественной войны, Таужан и Сакинат служили в Кабардинском театре. Тёти устроили Хусена рабочим в театр, вскоре после этого он стал заниматься в театральной студии. Через два года окончил её и с 1948 года играл в Кабардино-Балкарском театре им. А. Шогенцукова. Лирико-героический актёр, темпераментный и пластичный. Снимался в кино.
В начале 2000-х годов ушёл на пенсию. Скончался в апреле 2004 года.

## Награды и премии
- Заслуженный артист РСФСР (04.07.1957).
- Народный артист РСФСР (31.08.1981).
- Орден Ленина[1].

## Работы в театре
- «Даханаго» Аксирова — Джаримес
- «Камбот и Ляпа» А. Шортанова — Камбот
- «Ромео и Джульетта» У. Шекспира — Ромео
- «Глубокие корни» Дж. Гоу и Д'Юссо — Бретт
- «Легенда о любви» Н. Хикмета — Фархад
- «Кремлёвские куранты» Н. Погодина — Рыбаков
- «Оптимистическая трагедия» Вс. Вишневского — Алексей
- «Палата» С. Алёшина — Терёхин
- «Ревизор» Н. В. Гоголя — Шпекин
- «Тыргатао» Б. К. Утижева — Джабатей
- «Поднятая целина» М. А. Шолохова — Макар Нагульнов

## Фильмография
- 1955 — Шарф любимой (Одесская киностудия) — Исмель Шарданов
- 1958 — Лавина с гор — эпизод (нет в титрах)